# اچ‌ام‌اس پانچر (دی۷۹)
اچ‌ام‌اس پانچر (دی۷۹) (به انگلیسی: HMS Puncher (D79)) یک کشتی بود که طول آن ۴۹۲ فوت ۳ اینچ (۱۵۰٫۰ متر) بود. این کشتی در سال ۱۹۴۳ ساخته شد.